# Красногрудая кукушка
Красногрудая кукушка (лат. Cuculus solitarius) — один из видов кукушек рода Cuculus в семействе Cuculidae. Это птица  среднего размера (от 28 до 30 см), встречающаяся в Африке к югу от Сахары. На языке африкаанс она называется  звукоподражательным словосочетание "Piet-my-vrou" ("Пит моя жена"), отражающим рисунок тонов её песни.

## Распространение и места обитания
В Южной Африке это обычная гнездящаяся перелетная птица, встречается по всей области за исключением пустынь на крайнем юго-западе континента.
Предпочтительными местами обитания красногрудой кукушки являются лесные массивы. Красногрудая кукушка, как правило, одиночная птица, её трудно встретить в компании птиц того же вида.

## Поведение

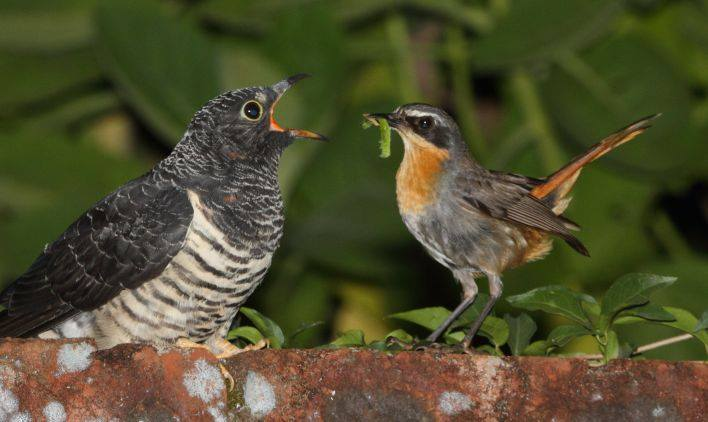
Cossypha caffra кормит слётка красногрудой кукушки

Это, как правило, одиночный необычайно голосистый вид, она обитает в лесах и на плантациях. Они питаются насекомыми.
Красногрудая кукушка — полигамный вид. Это гнездовой паразит подкидывающий яйца в гнёзда других птиц. Около пятнадцати различных видов мелких воробьиных птиц могут оказаться воспитателями птенцов красногрудой кукушки, но наиболее распространенными хозяевами являются   Cossypha caffra, трясогузка (Motacilla capensis) и Cossypha humeralis. Приёмные родители затем выкармливают птенца кукушки. Самка кукушки откладывает в разные гнезда яйца коричневого цвета, их число может достигать 20 яиц за сезон .